# Isopterygium argillicola
Isopterygium argillicola är en bladmossart som beskrevs av Brotherus 1908. Isopterygium argillicola ingår i släktet Isopterygium och familjen Hypnaceae. Inga underarter finns listade i Catalogue of Life.